# Mandazi
Le mandazi (en swahili : mandazi, maandazi) est une forme de pain frit originaire de la côte swahili. Il est également connu sous le nom de bofrot ou puff-puff dans les pays d'Afrique de l'Ouest comme le Ghana et le Nigeria. C'est l'un des principaux plats de la cuisine du peuple swahili qui habite la région côtière du Kenya et de la Tanzanie. Ce plat est populaire dans la région, car il est facile à préparer, peut être consommé avec presque n'importe quel aliment ou trempette ou simplement comme collation à lui seul, et peut être conservé et réchauffé pour une consommation ultérieure.

## Caractéristiques
Les mandazis ressemblent aux beignets, avec un goût plus sucré qui peut être différencié par l'ajout de différents ingrédients. Cependant, ils sont généralement moins sucrés que les beignets de style américain et sont généralement servis sans glaçage. Ils sont souvent de forme triangulaire (semblable aux samosas), mais sont également couramment de forme circulaire ou ovale. Une fois cuits, ils ont une texture moelleuse.

## Préparation
Les mandazis sont préparés en faisant cuire brièvement la pâte dans de l'huile de cuisson. Les ingrédients généralement utilisés pour faire les mandazi comprennent l'eau, le sucre, la farine, la levure et le lait. Le lait de coco est également couramment ajouté pour la douceur. Lorsque du lait de coco est ajouté, les mandazis sont communément appelés mahamri ou mamri. Les cacahuètes et les amandes moulues, entre autres ingrédients, peuvent également être utilisées pour ajouter une saveur différente. Après avoir été cuits, ils peuvent être consommés chauds ou laissés refroidir. 
Ces pains frits sont populaires dans la région des Grands Lacs africains, car ils peuvent être consommés en accompagnement de nombreuses choses. Ils sont généralement préparés le matin ou la veille au soir, consommés au petit-déjeuner, puis réchauffés le soir pour le dîner. Les mandazis sont également couramment consommés avec du thé ou du jus de fruits frais, ou sont consommés seuls comme collation. Différentes trempettes, souvent aromatisées aux fruits, peuvent être utilisées pour ajouter divers goûts. Les mandazis peuvent également être consommés en dessert après un repas où ils sont souvent servis avec du sucre en poudre ou de la cannelle pour ajouter de la douceur.